# Das weiße Hemd, das schwere Schwert und der goldene Ring
Das weiße Hemd, das schwere Schwert und der goldene Ring (Originalschreibweise: Das weiße Hemd, das schwere Schwerdt und der goldene Ring) ist ein Märchen (AaTh 590). Es steht in Johann Wilhelm Wolfs Deutsche Hausmärchen an Stelle 15.

## Inhalt
Die Königin entführt ihren schönen Sohn per Schiff in ein anderes Land und macht ihm einen Heiratsantrag. Er lehnt ab, geht voraus in ein verwunschenes Schloss. Als er ein weißes Hemd anzieht, einen Goldring ansteckt und ein Schwert schwingt, kommen Diener, er lässt seine Mutter nachholen. Er zwingt einen bösen Greis, eine Jungfrau aus einem Loch zu lassen, die ihn nicht heiraten wollte. Die Königin besticht den Schiffer, die Prinzessin auf dem Heimweg zu zwingen, ihn als Retter auszugeben und zu heiraten. Die Prinzessin nimmt ein Jahr Bedenkzeit und führt ein Wirtshaus. Die Königin stellt sich krank, zur Heilung soll ihr Sohn ein Löwenkind aus der Löwengrube holen. Die Löwen tun ihm nichts. Sie stellt ein Fest an und gibt ihm Schlaftrunk. Der Greis und sie ziehen ihm das Hemd aus und werfen ihn geblendet in die Löwengrube. Er meint zu sterben, doch die Löwen nähren ihn. Er geht in den Wald, übers Meer zu dem Gasthaus und findet seine Frau wieder. Als er einmal mit ihr im Schlossgarten unter einer Linde sitzt, den Goldring im Mund, der die Tiersprachenkunde verleiht, reden drei Krähen über ein totes Pferd, dass die Diener ihr Schloss in die Luft sprengen und dass der Abendtau sein Augenlicht wieder gibt. Im Wald schläft die Frau unter einer Eiche ein. Er sieht an ihrem Hals einen Karfunkelstein, den klaut ihm ein Rabe, er findet sie nicht wieder. Ein Herr nimmt ihn mit elf Burschen in ein Waldhaus. Sie kriegen Essen, sollen nach Jahr und Tag aber drei Rätsel lösen oder sterben. Drei Atzeln (Elstern) verraten ihm die Lösung: Das Haus ist aus Sünderknochen, das Essen von des Königs Tafel, die Beleuchtung im Haus von dem Stein. Er nimmt den Stein mit. Die Frau kommt zurück in das Schloss, wird geblendet zu den Löwen geworfen. Der Prinz schleicht sich hinein, zieht das Hemd an, schwingt das Schwert und lässt den Greis und die Mutter binden. Dank des gesammelten Taus kann auch seine Frau wieder sehen.

## Herkunft
Der Titel Das weiße Hemd, das schwere Schwert und der goldene Ring ist bei Wolf nicht mit einem Sternchen (*) versehen, was laut seiner Vorrede anzeigt, dass er selbst den Text ausarbeitete. Die treulose Mutter (AaTh 590) gibt es in seiner Sammlung auch in Der Kaiserssohn und sein Pathe, Das treue Füllchen. Schwert, Goldring und Löwe hat auch der Held in Das goldne Königreich. In die Löwengrube wird er auch in Der Vogel Phönix geworfen. Das Wirtshaus gibt es schon in Grimms KHM 111 Der gelernte Jäger, den heilenden Tau in KHM 107 Die beiden Wanderer, KHM 107a Die Krähen. Ein „Karfunkelstein“ ist ein roter Schmuckstein wie Granat, Rubin oder Spinell. Dass ein Rabe ihn klaut, kennt man aus dem Volksbuch Die schöne Magelone.
Walter Scherf vergleicht Grimms KHM 121 Der Königssohn, der sich vor nichts fürchtet, Wolfs Nr. 24 Der Kaiserssohn und sein Pathe, Nicolas Gredts Der alte Turm zu Bus (Sagenschatz des Luxemburger Landes, Nr. 912), Ulrich Jahns Die zwölf Riesen und Die beiden Försterskinder (Volksmärchen aus Pommern und Rügen, Nr. 36, 37), Karl Müllenhoffs Das blaue Band (Sagen, Märchen und Lieder der Herzogtümer Schleswig, Holstein und Lauenburg, Nr. 604). Das Ansinnen der Mutter liefere eine überzeugende Konfliktlage, um Ablösung und Kräfte zu gewinnen. Schwert und Krafttrunk gehörten aber mehr zu Märchen von durch Drachen entführten Prinzessinnen, wie Grimms KHM 91 Dat Erdmänneken. Auch mit der Gabe der Vogelsprache hat Wolfs Erzähler den Helden versehen.

## Interpretation
Verena Kast schildert den Einsatz des Märchens im therapeutischen Prozess eines Clienten mit ursprünglich positivem Mutterkomplex, dem es an Autonomie mangelte und der sich in einem Schiff träumte, wobei die Träume kaum Entwicklung anzeigten. Ihm erschien das Hemd im Märchen ein Zeichen dafür, zu sich zu stehen, das Schwert für entschiedenes Handeln, ein Ring für Ahnungen. Auch die Wirtshausepisode ist für eine Prinzessin eine große Autonomieleistung. Sie lernt Leben kennen, ohne es zu besitzen. Der Trennung von der Mutter folgt die Wiederannäherungskrise: Die Hoffnung, autonom sein und trotzdem von ihr geschätzt zu werden, schläfert den Prinz ein, macht ihn blind. Der Enttäuschung folgt tiefe Depression. Die Löwen stehen für vital weibliche Kräfte, mit denen er sich tröstet. Unter Karfunkelsteinen stellt man sich rötlich strahlende Edelsteine vor, die ein magisches Licht verbreiten und in Tausendundeine Nacht geheimnisvolle Erotik bedeuten. Indem er diese aus der Beziehung herauslöst, landet er in einer rivalisierenden Männergruppe.